# Endotoxine
 (mars 2025).
Si vous disposez d'ouvrages ou d'articles de référence ou si vous connaissez des sites web de qualité traitant du thème abordé ici, merci de compléter l'article en donnant les références utiles à sa vérifiabilité et en les liant à la section « Notes et références ».
Les dénominations exo-/endotoxine sont aujourd'hui obsolètes et abandonnées[réf. nécessaire].
Se reporter à :
Les endotoxines {du grec : ἐνδόν (éndon), "à l'intérieur" et τοξικόν (toxicon), "poison"} sont des toxines situées dans la membrane externe de certaines bactéries Gram négatif, de nature lipopolysaccharidique (LPS) et thermostables. C'est en particulier le cas des Salmonella.
Lors de l'infection intestinale, certaines bactéries Gram négatives franchissent la barrière de l'intestin puis sont ingérées notamment par les macrophages. La lyse des bactéries libère alors le LPS dans le sang provoquant un choc septique, réponse inflammatoire générale démesurée, ou syndrome de réponse inflammatoire systémique, pouvant entraîner la mort.
Elles ne sont libérées que lors de la lyse de ces bactéries et peuvent occasionner une réponse inflammatoire générale démesurée, ou syndrome de réponse inflammatoire systémique, pouvant entraîner la mort. Si l'endotoxine parvient à atteindre la circulation sanguine, elle peut entraîner un choc septique.
Le LPS est un antigène par sa partie osidique. Il a été utilisé dans les anciens vaccins contre les Salmonella Typhi, Paratyphi A et B (TAB) formés de bactéries tuées par la chaleur. 
Dans les médicaments injectables, ne doivent pas être présents des microorganismes vivants (stérilité) ni de molécules provoquant la fièvre (apyrogénicité). Le LPS est une des molécules pyrogènes .

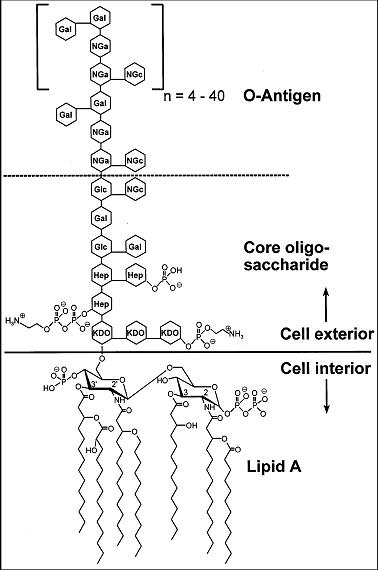
un exemple de LPS. Le lipide A est intégré dans le feuillet externe de la membrane externe du bacille Gram négatif.